# Banneville-sur-Ajon
Banneville-sur-Ajon ist eine ehemalige französische Gemeinde mit zuletzt 438 Einwohnern (Stand: 1. Januar 2019) im Département Calvados in der Region Normandie. Die Einwohner werden als Bannevillais bezeichnet.
Am 1. Januar 2016 wurde Banneville-sur-Ajon im Zuge einer Gebietsreform zusammen mit der benachbarten ehemaligen Gemeinde Saint-Agnan-le-Malherbe als Commune déléguée in die neue Gemeinde und Commune nouvelle Malherbe-sur-Ajon eingegliedert. Banneville-sur-Ajon stellt dabei den Verwaltungssitz von Malherbe-sur-Ajon dar.

## Geografie
Banneville-sur-Ajon liegt rund 20 Kilometer südwestlich von Caen und wird von Südosten aus vom Ajon durchflossen.

## Bevölkerungsentwicklung
| Jahr                             | 1793 | 1836 | 1876 | 1926 | 1946 | 1968 | 1990 | 2013 |
| Einwohner                        | 508  | 458  | 354  | 259  | 233  | 211  | 360  | 383  |
| Quelle: Cassini, EHESS und INSEE |      |      |      |      |      |      |      |      |

## Sehenswürdigkeiten
- neugotische Kirche Saint-Melaine aus dem 19. Jahrhundert
- Kapelle Saint-Clair aus dem 13. Jahrhundert, seit 1930 Monument historique[3]

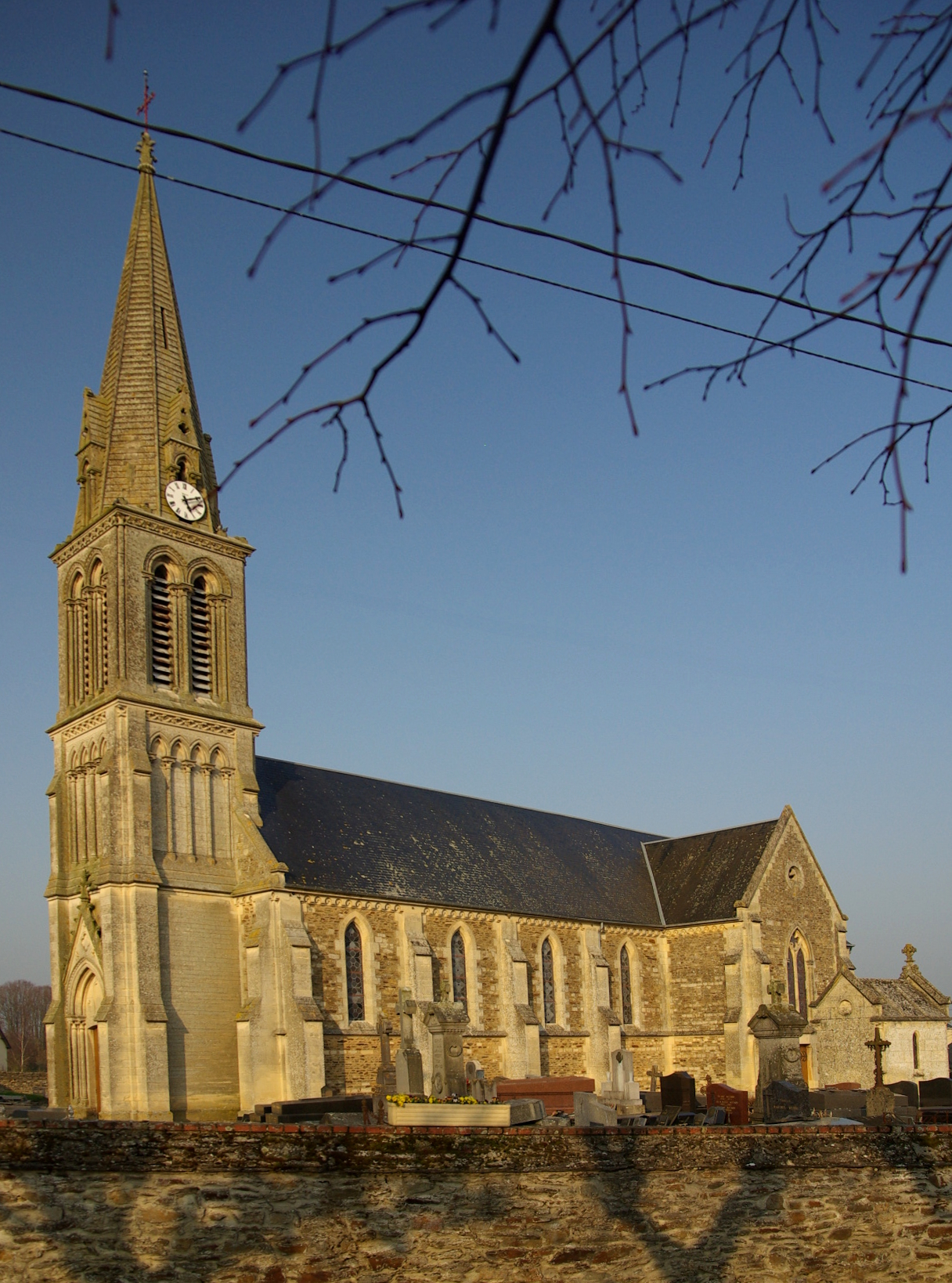
Kirche Saint-Melaine
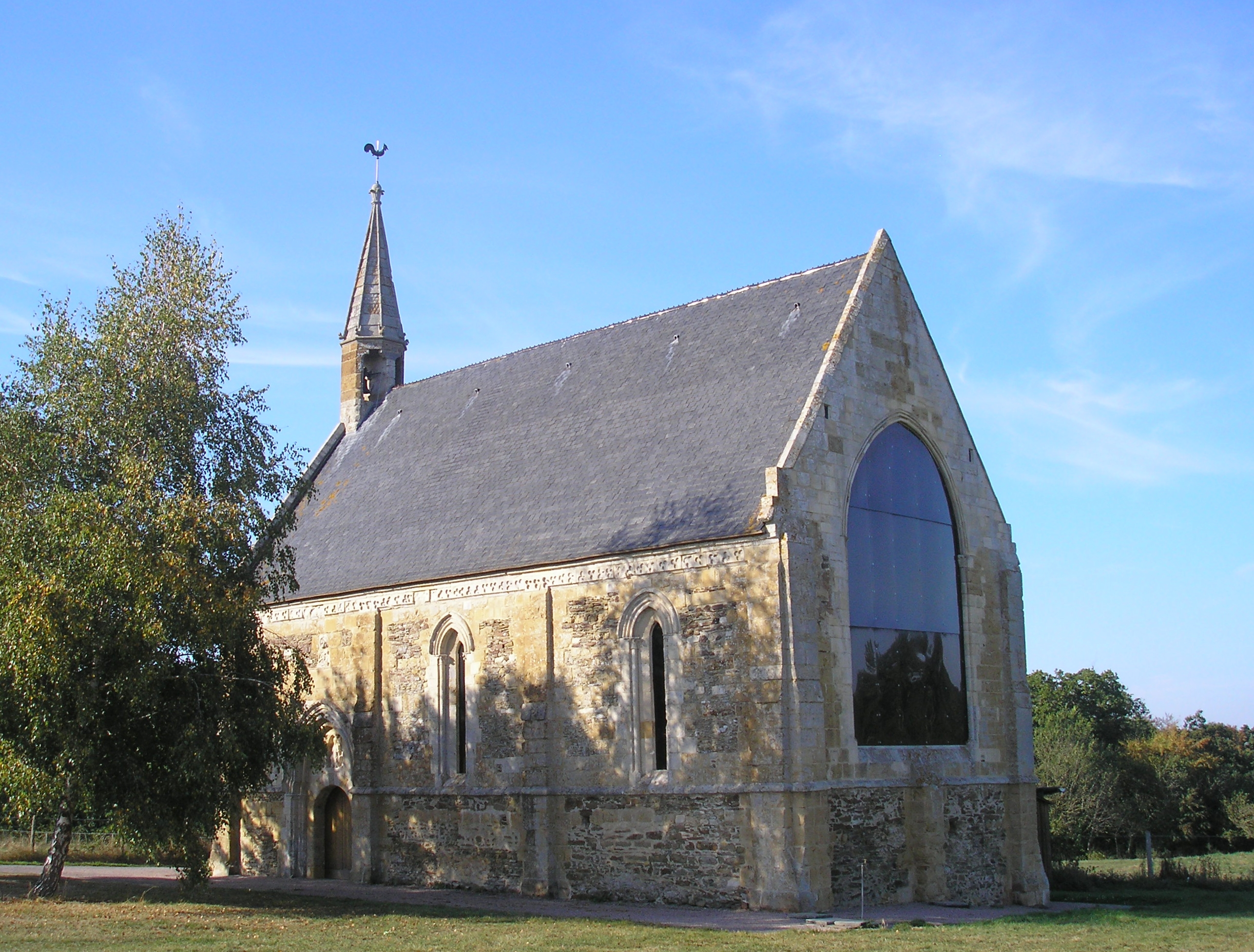
Kapelle Saint-Clair